# Laura Zimmermann (Triathletin)
Laura Zimmermann (* 23. Juni  1990 in Marktoberdorf) ist eine deutsche Triathletin und Duathletin. Sie ist Ironman-Siegerin und wird in der Bestenliste deutscher Triathletinnen auf der Ironman-Distanz geführt.

## Werdegang
Laura Zimmermann ist seit 2011 im Triathlon aktiv. Seit 2016 startet sie als Profi-Athletin.
2017 wurde sie Vize-Europameisterin auf der Duathlon-Langdistanz. Im September 2018 wurde Zimmermann dritte beim Ironman 70.3 auf der Ostseeinsel Rügen.
Im April 2019 wurde Zimmermann Deutsche Meisterin Duathlon, welche im Rahmen des Powerman Alsdorf ausgetragen wurden. Im August konnte sie die Mitteldistanz beim Frankfurt City Triathlon mit neuem Streckenrekord gewinnen. Im Oktober wurde die damals 29-Jährige bei ihrem ersten Start auf der Ironman-Distanz (3,86 km Schwimmen, 180,2 km Radfahren und 42,195 km Laufen) mit einer Zeit von 8:49:12 h zweite hinter der Schwedin Sara Svensk beim Ironman Barcelona.
 Im August 2021 gewann Zimmermann beim Ironman Hamburg ihr erstes Ironman-Rennen und stellte bei der vierten Austragung in der Hansestadt einen neuen Streckenrekord auf. Im November wurde sie Dritte im Ironman Florida. Mit den Ergebnissen in Hamburg und Florida qualifizierte sie sich für die beiden Ironman WM-Rennen in St. George und Kona 2022.
Im Mai 2022 belegte die 31-Jährige den 16. Rang bei den erstmals außerhalb von Hawaii ausgetragenen und vom Oktober 2021 verschobenen Ironman World Championships. Beim Ironman Austria in Klagenfurt wurde Zimmermann im Juni 2023 Dritte.
 Im Mai 2024 entschied die 33-Jährige in Österreich die Challenge St. Pölten nach 4:27:06 Stunden für sich.
Laura Zimmermann wird trainiert von Utz Brenner und David Tilbury-Davis, sie lebt in Baiersbronn.

## Sportliche Erfolge
| Datum/Jahr    | Rang | Wettbewerb                                                 | Austragungsort | Zeit     | Bemerkung                                                           |
| ------------- | ---- | ---------------------------------------------------------- | -------------- | -------- | ------------------------------------------------------------------- |
| 14. Apr. 2019 | 1    | DTU Deutsche Meisterschaft Duathlon                        | Alsdorf        | 02:50:05 | 10 km Laufen – 60 km Rad – 10 km Laufen                             |
| 21. Mai 2017  | 2    | ETU Powerman Long Distance Duathlon European Championships | Sankt Wendel   | 03:28:49 | Duathlon-Europameisterschaft Langdistanz; Zweite hinter Emma Pooley |

| Datum/Jahr    | Rang | Wettbewerb                                           | Austragungsort  | Zeit     | Bemerkung                                                                                         |
| ------------- | ---- | ---------------------------------------------------- | --------------- | -------- | ------------------------------------------------------------------------------------------------- |
| 26. Mai 2024  | 1    | Challenge St. Pölten                                 | St. Pölten      | 04:27:06 |                                                                                                   |
| 2. Sep. 2023  | 6    | Triathlon de Gérardmer                               | Gérardmer       | 05:09:43 | hinter der Schweizerin Julie Derron                                                               |
| 3. Sep. 2022  | 1    | Austria Triathlon Half                               | Podersdorf      | 04:05:21 |                                                                                                   |
| 3. Apr. 2022  | 10   | Challenge Salou                                      | Salou           | 04:08:08 | wegen schlechten Wetters als Duathlon ausgetragen (4 km Laufen, 90 km Radfahren und 21 km Laufen) |
| 27. Juni 2021 | 12   | ETU Middle Distance Triathlon European Championships | Walchsee        | 04:22:24 | Europameisterschaften Mitteldistanz im Rahmen der Challenge Walchsee-Kaiserwinkl                  |
| 1. Aug. 2021  | 3    | Frankfurt City Triathlon                             | Frankfurt       | 03:46:04 | 2 km Schwimmen, 80 km Radfahren und 20 km Laufen                                                  |
| 30. Mai 2021  | 6    | Challenge St. Pölten                                 | St. Pölten      | 04:32:02 |                                                                                                   |
| 9. Mai 2021   | 8    | Challenge Riccione                                   | Riccione        | 04:43:30 |                                                                                                   |
| 24. Aug. 2019 | 5    | Ironman 70.3 Vichy                                   | Vichy           | 04:38:23 |                                                                                                   |
| 4. Aug. 2019  | 1    | Frankfurt City Triathlon                             | Frankfurt       | 03:52:08 | auf der Mitteldistanz mit neuem Streckenrekord                                                    |
| 30. Juni 2019 | 2    | Chiemsee Triathlon                                   | Chieming        | 04:18:21 | 2 km Schwimmen, 84 km Radfahren und 21 km Laufen                                                  |
| 16. Juni 2019 | 8    | Ironman 70.3 Luxemburg                               | Luxemburg       | 04:34:25 |                                                                                                   |
| 26. Mai 2019  | 4    | Ironman 70.3 Austria                                 | St. Pölten      | 04:32:50 |                                                                                                   |
| 9. Sep. 2018  | 3    | Ironman 70.3 Rügen                                   | Ostseebad Binz  | 04:33:21 |                                                                                                   |
| 24. Juni 2018 | 4    | Chiemsee Triathlon                                   | Chieming        | 04:20:04 |                                                                                                   |
| 17. Juni 2018 | 5    | Ironman 70.3 Luxemburg                               | Luxemburg       | 04:27:18 |                                                                                                   |
| 15. Apr. 2018 | 10   | Challenge Roma Half                                  | Rom             | 04:04:06 |                                                                                                   |
| 26. Aug. 2017 | 5    | Trans Vorarlberg                                     | Bregenz         | 04:33:05 | 1,2 km Schwimmen, 93 km Radfahren und 12 km Laufen                                                |
| 25. Juli 2017 | 3    | Trumer Triathlon                                     | Obertrum am See | 04:40:00 | auf der Mitteldistanz                                                                             |
| 25. Juni 2017 | 3    | Chiemsee Triathlon                                   | Chieming        | 04:18:17 | 2 km Schwimmen, 82 km Radfahren und 20 km Laufen                                                  |
| 11. Juni 2017 | 5    | Ironman 70.3 Kraichgau                               | Bad Schönborn   | 04:51:24 |                                                                                                   |
| 16. Okt. 2016 | 10   | Challenge Peguera                                    | Peguera         | 04:51:25 |                                                                                                   |
| 4. Sep. 2016  | 12   | Challenge Walchsee-Kaiserwinkl                       | Walchsee        | 04:40:26 |                                                                                                   |
| 6. Aug. 2016  | 4    | Challenge Fredericia Half                            | Fredericia      | 04:36:11 |                                                                                                   |

| Datum/Jahr    | Rang | Wettbewerb                  | Austragungsort | Zeit     | Bemerkung                                                                     |
| ------------- | ---- | --------------------------- | -------------- | -------- | ----------------------------------------------------------------------------- |
| 22. Sep. 2024 | 21   | Ironman World Championships | Nizza          | 09:53:51 | hinter der Siegerin Laura Philipp                                             |
| 3. Aug. 2024  | 1    | Norseman Xtreme Triathlon   | Eidfjord       | 11:30:39 | [ 14 ]                                                                        |
| 7. Juli 2024  | 8    | Challenge Roth              | Roth           | 08:40:43 |                                                                               |
| 21. Apr. 2024 | 3    | Ironman South Africa        | Port Elizabeth | 09:19:12 |                                                                               |
| 14. Okt. 2023 | 22   | Ironman Hawaii              | Hawaii         | 09:07:45 |                                                                               |
| 18. Juni 2023 | 3    | Ironman Austria             | Klagenfurt     | 09:04:04 |                                                                               |
| 5. März 2023  | 4    | Ironman South Africa        | Port Elizabeth | 08:20:57 | Schwimmdistanz wegen Sturmwarnung auf 900 Meter verkürzt                      |
| 6. Okt. 2022  | 23   | Ironman Hawaii              | Hawaii         | 09:37:23 | [ 16 ]                                                                        |
| 14. Aug. 2022 | 3    | Ironman Ireland             | Youghal        | 09:28:44 | [ 17 ]                                                                        |
| 7. Mai 2022   | 16   | Ironman St. George          | St. George     | 09:47:35 | Ironman World Championships 2021                                              |
| 6. Nov. 2021  | 3    | Ironman Florida             | Panama City    | 09:08:01 |                                                                               |
| 29. Aug. 2021 | 1    | Ironman Hamburg             | Hamburg        | 08:54:31 |                                                                               |
| 6. Okt. 2019  | 2    | Ironman Barcelona           | Calella        | 08:49:12 | persönliche Bestzeit auf der Ironman-Distanz; hinter der Schwedin Sara Svensk |